# Der Elementargeist
Der Elementargeist ist eine Erzählung von E. T. A. Hoffmann, die 1821 in Leipzig erschien. Der Autor führt den Leser in die Welt der Bücher – in eine Welt des schönen Scheins. Der titelgebende Elementargeist ist der das Element Feuer repräsentierende Salamander. Folglich ist sein Erscheinen mit züngelnden Flammen verbunden. Direkt aus diesem Salamander-Feuer-Geist strahlt herrlich, wie gemalt die Aurora – eine betörende Frau. Der poetisch veranlagte Held Viktor, ein Mann von schwacher Gesundheit, kann sich von dem wundervollen Bilde der „selbstgeschaffenen Geliebten“ lebenslang nicht lösen.

## Hintergrund
Historie
Herbst 1815: Die Schlachten sind geschlagen. Napoleon hat sein Waterloo. Die Preußen haben bei Charleroi an der Sambre gekämpft, das Dorf Plancenoit erstürmt, darauf den Feind über das Dorf Issy hinaus verfolgt und somit die Übergabe von Paris im Vertrag zu St. Cloud erzwungen.
Stoff
E. T. A. Hoffmann hat den Stoff aus Jacques Cazottes spanischer Novelle Le Diable amoureux übernommen. Die vermutlich verwendete Übersetzung „Teufel Amor“ stammt aus dem Jahr 1780: Die Sukkuba Biondetta verzaubert den jungen Offizier Alvarez.

## Handlung
Am 20. November 1815 reitet der preußische Obristleutnant Albert von B. auf der Heerstraße von Lüttich nach Aachen. Fünf Stunden vor Aachen begegnet der Reiter dem alten Paul Talkebarth. Das ist der Reitknecht seines Freundes, des Obristen Viktor von S. Der schwatzhafte Talkebarth führt Albert seitab zu dem Landgut des Barons von E. Dort wird Freund Viktor von der Baronesse Aurora von E. liebevoll gepflegt. Viktors Pferd hatte vor dem Landhause gescheut. Der Reiter hatte sich beim Sturz eine Kopfverletzung zugezogen. Albert lacht den Freund aus. Denn Viktor hat sich auf dem Krankenlager in Aurora – die ältliche, dicke Hausherrin – verliebt. Der Genesende erzählt dem Ankömmling aus seiner Jugendzeit. Damals, als Viktor noch Leutnant war, hatten ihn Schillers Geisterseher und Grosses Genius tief beeindruckt. Während einer Begegnung mit dem gebürtigen Iren Major O’Malley war auch von einem Buch mystischen Inhalts die Rede gewesen. Solche Gespräche waren im Beisein des Hauptmanns von T. – eines Cousins Viktors – fortgesetzt worden. Der Hauptmann hatte die Lektürevorschläge O’Malleys zum Thema Mystik bespöttelt. Der Major hatte die „tüchtigen Bücher“ von Cardanus, Justinus Martyr, Lactanz, Cyprian, Clemens von Alexandrien, Macrobius, Trismegistus, Nollius, Dorneus, Theophrastus, Fludd, Wilhelm Postel, Mirandola, Joseph und Philo vorgeschlagen. Da hatte „der Herr Geisterbanner“ O’Malley dem Spötter „einen Blick in ein dunkles Reich“ gestattet. Der Hauptmann hatte immer noch über O’Malleys Ausruf „Incubus! – Incubus! Nehmahmihah Scedim!“ und sein Zauberbuch, die französische Grammatik von Pepliers aus dem Jahr 1689 gelacht. Dabei hätte der Cousin doch stutzig werden müssen, als der Major damals urplötzlich wie von Geisterhand vollständig uniformiert aufgetreten war. O’Malley hatte die beiden jungen Offiziere in ein abgelegenes verlassenes Kellergewölbe im Waldesdunkel geführt und Viktor hatte eine „gestaltlose Gestalt“ gesehen. Für eine präzisere Beschreibung des Phänomens fehlen Viktor die Worte. Als die Männer dann wieder aus dem Walde herausgetreten waren, hatte Viktor tief entsetzt einen zweiten O’Malley wahrgenommen. Den Hauptmann hatte der Schlag getroffen. Er war dienstuntauglich geblieben, konnte nicht mehr spotten und hatte den Abschied nehmen müssen. Viktor hatte nach einiger Zeit Cazottes Teufel Amor gelesen und in dem Buch seinen ganz persönlichen Zauberspiegel gefunden.
Viktor erzählt Albert diese Geschichte weiter: O’Malley erscheint wiederum. Viktor will sich mit ihm des Cousins wegen duellieren. Dem Major ist er nicht gewachsen. Er avanciert zum Schüler seines Meisters O’Malley und wird mit den Elementargeistern – als da sind Sylphe, Undine, Salamander und Gnom – bekanntgemacht. Der Major eröffnet dem Schüler, einer jener Geister buhle um die Gunst des neuen Eleven. Ein Teraphim wird gefertigt. Das ist ein zwei Zoll hohes Püppchen. Mit dessen Hilfe soll der Salamander – um jenen der vier Geister handele es sich, versichert der Major – herbeigezaubert werden. Paul Talkebarth platzt herein und verdirbt die Erscheinung der geheimnisvollen Geliebten aus der Feuer-Gestalt des Salamanders heraus.
Auf seinem Krankenlager in dem Landhause hat Viktor dann doch die Erscheinung. Die geheimnisvolle Geliebte ist Aurora, die Baronesse. Die Schöne ist mit O’Malley im Bunde. Dessen Geist ist auf einmal wieder da. Doch gegen Paul Talkebarth, der ein zweites Mal zur Tür hereinplatzt, diesmal mit scharf geladener Büchse, hat der Teufel keine Chance. Denn Paul schießt auf den „Herr Major Satan und die Mamsell Beelzebub“. Albert hat Verständnis für die Erzählung des Freundes. Schließlich hatte sich Viktor am Kopf verletzt. Trotzdem ruft der offenbar noch nicht ganz Genesende die Formel „Nehelmiahmiheal!“ – gegen die Baronesse gewandt – aus. Aurora stürzt bewusstlos zu Boden.
Auf dem Wege nach Aachen gelingt es Albert, den Freund „aus dem träumerischen Zustande zu reißen“. Es scheint dem Erzähler so, als ob Albert sein mystisches Abenteuer nach einiger Zeit „für einen langen, bösen Traum“ hält. Doch er bleibt unvermählt, denn eine solche Frau, wie ihm aus dem Feuer erschienen, findet er auf Erden nicht wieder.

## Zitat
- Was man weit sucht, findet man nah.[11]

## Form
Von den beiden Erzählebenen dominiert Viktors „rückschauender Lebensbericht“ mit Albert als Zuhörer. Die Ebene mit der „Handlung“ auf dem Landgut des Barons von E. rahmt den Text lediglich und ist außerdem im „Mittelstück“ ab und zu kurz eingeschoben. Gegen Ende der Erzählung kann der „unbekümmerte Leser“ die beiden Ebenen nur mit Mühe auseinanderhalten, zumal da sämtliche Human-Inkarnationen des Salamanders in beiden Ebenen Aurora heißen. Seine Pointe hat E. T. A. Hoffmann in die finale Rahmung kunstvoll verpackt: Das „liebe Salamander-Mädchen Aurora“ ist die Baronesse (siehe auch oben am Ende des Abschnitts „Inhalt“).

## Rezeption
Äußerungen im 19. Jahrhundert
- In der Jenaischen Allgemeinen Literaturzeitung wird der Text 1821 als unbedeutend abgestempelt.[15]
- Heine spottet 1822, in dem „Elementargeist“ sei kein Geist drin.[16]
- In den Heidelberger Jahrbüchern der Literatur wird 1821  neben dem Gruseligen das Ironische bemerkt: O’Malley rezitiert Zaubersprüche aus einer alten französischen Grammatik.[17]

Neuere Äußerungen
- Hofmannsthal nimmt 1912 den Elementargeist in seine Deutschen Erzähler auf. In Hofmannsthals Reitergeschichte wird mehrfach auf diese Geschichte angespielt.[18]
- Hans-Georg Werner schreibt 1962 (genauer: in seiner 1959 eingereichten Dissertation): „Zu den künstlerisch minderwertigsten Produkten, die Hoffmann jemals verfaßt hat, gehört die Erzählung ‚Der Elementargeist‘. In ihr werden solche Motive wie Hypnose, Geisterbeschwörung und ähnliches nur mehr dazu verwandt, den Leser wenigstens oberflächlich in Spannung zu halten.“
- Peter von Matt hält den Text in Anlehnung an Hofmannsthal für bedeutend. Er meint 1971, es gehe bei der Nebenfigur O’Malley nur darum, was sie in dem Helden Viktor anrichte.[19] Von Matt betont E. T. A. Hoffmanns direkte Einarbeitung von Cazottes Biondetta, der ersten Liebe Viktors. Im Grunde liebt der Held also kein Mädchen, sondern eine ihm makellos erscheinende literarische Gestalt. Mit seinem Eheverzicht reihe sich Viktor würdig in die „herbstlich heiteren Zölibatäre“[20] des literarischen 19. Jahrhunderts – die von Stifters Hagestolz angeführt werden würden – ein.
- Kruse[21] bemerkt 1983 eine Ähnlichkeit mit dem Magnetiseur. Im Taschenbuch auf das Jahr 1823 habe Elise Freiin von Hohenhausen die Fortsetzung Die Salamanderin. Erklärendes Gegenstück zu Hoffmanns „Elementargeist“ publiziert.
- Safranski[22] und Kaiser[23] denken beim Lesen der Spuk-Geschichte an den noch im Kopf Viktors spukenden Napoleon.
- Balzacs verwandte Erzählung Sarrasine sei um 1830 ohne Kenntnis des Elementargeistes entstanden.[24]
- Kaiser[25] nennt Arbeiten von Buchmann (1910), Julius Haupt (Leipzig 1923), Köhler 1972 und Hans Toggenburger (Bern 1983). Kilcher und Burkhard[26] zitieren Arbeiten von Walther Harich (Berlin 1920) und Markus Winkler (1988).

### Erstausgabe
Der Elementargeist. Eine Erzählung von E. T. A. Hoffmann. In: Taschenbuch zum geselligen Vergnügen auf das Jahr 1822. Jg. 32. Johann Friedrich Gleditsch und Carl Gerold, Leipzig 1821, S. 10–79.

### Verwendete Ausgabe
E. T. A. Hoffmann: Der Elementargeist. In: Hans-Joachim Kruse (Hrsg.): E. T. A. Hoffmann: Gesammelte Werke in Einzelausgaben (12 Bände) (= Letzte Erzählungen. Kleine Prosa. Nachlese). Band 8. Aufbau-Verlag, Berlin 1983, S. 170–218.

### Andere Ausgaben
- E. T. A. Hoffmann: Der Elementargeist. Eine Erzählung. Mit Zeichnungen von Emil Preetorius. Hesperos-Verlag, München 1919. 188 Seiten, 29 Abbildungen.
- Der Elementargeist bei Zeno.org.
- Der Elementargeist im Projekt Gutenberg-DE

### Sekundärliteratur
- Hans-Georg Werner: E. T. A. Hoffmann. Darstellung und Deutung der Wirklichkeit im dichterischen Werk. Arion Verlag, Weimar 1962, S. 106, 15. Z.v.o..
- Peter von Matt: Die Augen der Automaten. E. T. A. Hoffmanns Imaginationslehre als Prinzip seiner Erzählkunst. Max Niemeyer Verlag, Tübingen 1971, ISBN 3-484-18018-8, S. 93–105.
- Rüdiger Safranski: E. T. A. Hoffmann. Das Leben eines skeptischen Phantasten. 2. Auflage. Fischer-Taschenbuch-Verlag, Frankfurt am Main 2001, ISBN 3-596-14301-2 (Lizenzgeber: Hanser 1984)
- Gerhard R. Kaiser: E. T. A. Hoffmann. Metzler, Stuttgart 1988, ISBN 3-476-10243-2. (Sammlung Metzler; 243; Realien zur Literatur)
- Andreas B. Kilcher, Myriam Burkhard: Der Elementargeist (1821). In: Detlef Kremer (Hrsg.): E. T. A. Hoffmann. Leben – Werk – Wirkung. Walter de Gruyter, Berlin 2009, ISBN 978-3-11-018382-5, S. 371–377.